# Асланов, Вугар Нуреддин оглы
Вугар Нуреддин оглы Асланов (Дамирбейли) (азерб. Vüqar Nurəddin oğlu Aslanov (Dəmirbəyli), нем. Vougar Aslanov); род. 1964) — писатель и журналист из Азербайджана. Пишет на русском, азербайджанском и немецком языках.

## Биография
Вугар Асланов, начавший писать под псевдонимом Вугар Дамирбейли, родился в Геранбое. Он окончил в 1990 году филологический факультет Бакинского государственного университета. С 1990 года работал в нескольких газетах и сотрудничал с рядом республиканских изданий. Среди них: «Терегги-Прогресс», «Вышка», «Йол», «Аддым». В 1995 организовал литературно-общественную газету «Компас», в 1996 — информационно-аналитическое Агентство «Самт» в Баку.
Его рассказы и повести были опубликованы в литературных журналах Азербайджана, как «Литературный Азербайджан», «Азербайджан», «Улдуз», «Чыраг». Были опубликованы две его прозаические книги в Баку: «Развозчик молока» («Гянджлик», Баку, 1997) и «Американский разведчик в Азербайджане» («Озан», Баку, 1999).
В 1998 году эмигрировал в Германию. В майнцском университете он изучал славянскую филологию, театро- и киноведение. В газетах «Frankfurter Neue Presse», «Neues Deutschland», Frankfurter Rundschau, Thüringer Allgemeine, Salzburger Nachrichten, Tageszeitung и других были опубликованы его экономическо-политические статьи и комментарии о бывших республиках Советского Союза. Кроме того, Вугар Асланов проводит многочисленные доклады и чтения своих литературных произведений в разных городах Германии. В 2004 году Баварское радио выпустило аудиокнигу повести Асланова «На хлопковых плантациях». В 2007 году берлинское издательство «Wostok» опубликовало сборник его рассказов под названием «Auf den Baumwollfeldern» («На хлопковых плантациях»), в 2012 году его роман «Die verspätete Kolonne» (оригинальное название «Дивизион»). В 2011 году роман «Дивизион» был опубликован в издательстве «Алетейя» (Санкт-Петербург). В 2011 году Асланов получил стипендию Фонда Кино Земли Гессен за свой сценарий «Служители Дианы» (совместно с Феликсом Ленцом).
Романы, повести и рассказы на русском и азербайджанском, пьесы и сценарии на русском и немецком.

## Работы

### Публикации на русском языке
- Вугар Дамирбейли (Асланов). Развозчик молока. Рассказы, повесть и сценарий. Издательство «Гянджлик». Баку 1997.
- Вугар Дамирбейли (Асланов). Американский разведчик в Азербайджане. Роман, рассказы, повести и сценарий. Издательство «Озан». Баку 1999.
- Вугар Дамирбейли (Асланов). Сменившие профессию. Повесть. Журнал «Литературный Азербайджан». № 4, Баку 1999.
- Вугар Дамирбейли (Асланов). Хозяин дешевого отеля. Сын врача. Два рассказа. «Литературный Азербайджан». № 8, Баку 2000.
- Вугар Дамирбейли (Асланов). Хозяин дешевого отеля. Журнал «Чыраг (Журнал Литературного института Академии Наук Азербайджана). Баку 2000.
- Вугар Асланов. Развозчик молока. Журнал „Литературный европеец“. № 85, Франкфурт на Майне 2003
- Вугар Асланов. „Просмотр“ фильма. Журнал „Литературный европеец“. № 92, Франкфурт на Майне 2004.
- Вугар Асланов. Развозчик молока. Альманах Литературного общества немцев из России. Издательство „Geest“. Вехта-Лангферден 2005.
- Вугар Асланов. На хлопковых плантациях. „Просмотр“ фильма. Интернет-альманах „Снежный ком“.[2]
- Вугар Асланов. Дивизион. Роман о дедовщине и советско-афганской войне. Издательство „Алетейя“, Санкт-Петербург 2011.[3]
- Вугар Асланов. Развозчик молока. Журнал „Волга“, № 7-8, Саратов 2015.[4]
- Вугар Асланов. В поисках своей планеты. Роман. Издательство „Алетейя“, Санкт-Петербург 2024.

### Публикации на азербайджанском языке
- Vüqar Dəmirbəyli. „Əbədi mövsüm adamları“. „Ulduz“ jurnalı. Nr. 1/2. Bakı, 1998.
- Vüqar Dəmirbəyli. Süddaşıyan. „Azərbaycan“ jurnalı. Nr. 7. Bakı, 1998.
- Vüqar Dəmirbəyli. Tarla xatirələri. „Ulduz“ jurnalı. Nr. 10. Bakı, 1999.
- Vüqar Dəmirbəyli. Filmə „baxış“. „Azərbaycan“ jurnalı, Nr. 7. Bakı, 2000.
- Vüqar Dəmirbəyli. Qədr gecəsi. Azərbaycanın ədəbiyyat portalı.[5]
- Vüqar Dəmirbəyli. Abbasla Məhər.[6]
- Vüqar Dəmirbəyli. Almaniyadakı məsciddə azərbaycanlının başına gələnlər.[7]
- Vüqar Dəmirbəyli. Əbədi mövsümçülər.[8]
- Vüqar Dəmirbəyli. Dağlarda.[9]
- Vüqar Dəmirbəyli. Süddaşıyan.[10]
- Vüqar Dəmirbəyli. Süddaşıyan.[11]
- Vüqar Dəmirbəyli. Almaniya haqqında hekayələr. Bakı Kitab Klubu, Bakı 2017.
- Vüqar Dəmirbəyli. Xəyanət. Hekayələr. Bakı Kitab Klubu, Bakı 2018.
- Vüqar Dəmirbəyli. Kölgə. Kulis.az. 2021.
- Vüqar Dəmirbəyli. Adi həyat. Kulis.az. 2022.

### Публикации на немецком языке
- Vougar Aslanov. Auf den Baumwollfeldern. Hörbuch. Bayerischer Rundfunk, München 2004.
- Vougar Aslanov. Auf den Baumwollfeldern. Verlag Wostok, Berlin 2007.
- Vougar Aslanov. Alexander mit dem Hörnchen. Erzählung. Driesch Verlag, Literaturzeitschrift Driesch 7/10/2011, Drösing (Österreich).
- Vougar Aslanov. Irrweg durch den Krieg. Erzählung. Driesch Verlag, Literaturzeitschrift Driesch 9/4/2012, Drösing (Österreich).
- Vougar Aslanov. Die verspätete Kolonne. Verlag Wostok, Berlin 2012.
- Vougar Aslanov. Das vierzigste Zimmer. Erzählung. Driesch Verlag, Literaturzeitschrift Driesch 13/4/2013, Drösing (Österreich).
- Vougar Aslanov. Ein langer Weg. Das Schicksal der afghanischen Familie Ermani. Erzählung. Die Literaturzeitschrift Matrix 2/2014, Pop-Verlag, Ludwigsburg 2014.
- Vougar Aslanov. Der Schlangenkönig, Größenwahn-Märchenbuch 2, Hrsg. Edit Engelmann,  Frankfurt 2014.
- Vougar Aslanov. Alexander mit dem Hörnchen. Einladung in die griechische Politik. Größenwahn-Anthologie, Hrsg. Edit Engelmann, Frankfurt 2015.
- Vougar Aslanov. Die unglaubliche Geschichte. Ein Märchenbuch. Mit Lektorat von Edit Engelmann, Größenwahn Verlag, Frankfurt 2016.
- Vougar Aslanov. Äsli und Kärem. Eine Liebesgeschichte. Hrsg. Edit Engelmann, Kreta-Anthologie 2017.
- Vougar Aslanov. Es ging nicht anders. Die Geschichte der Familie Uljanow. Historische Erzählung. Literaturzeitschrift Matrix, Nr. 3/2017. Ludwigsburg 2017.
- Vougar Aslanov. Der Schah. Historische Erzählung. Literaturzeitschrift Bawülon, Nr. 34/2019. Ludwigsburg 2019.
- Vougar Aslanov. Russisches Gesetz. Historischer Roman. Wieser Verlag, Klagenfurt/Celovec 2021.

## Фильмография
- Дорога в жизнь» (нем. Der Weg in das Leben). Короткометражная психодрама, 2008. Автор сценария: Вугар Асланов, режиссёр: Мерлин Магг.[12]

## Заслуги
- Стипендия Гессенского Фонда Кино за сценарий художественного фильма «Служители Дианы» (нем. Dianas Bediener), совместно с Феликсом Ленцем.[13]